# Île Claude-Bernard
L'île Claude-Bernard est une île rocheuse de l'archipel de Pointe-Géologie (terre Adélie), situé en mer Dumont-d'Urville (océan Austral) au large du continent antarctique.

## Description
L'île Claude-Bernard est située dans la partie centrale de l'archipel de Pointe-Géologie, à 400 m à l'est de la pointe nord-est de l'île des Pétrels. L'île, en forme de triangle isocèle pointant vers le nord-est, a une allure massive (400 m de long pour 200 de large). Elle atteint 47 m d'altitude au dôme des Skuas, qui est aussi le point culminant de l'archipel.
Cartographiée en 1951, elle porte le nom du médecin et physiologiste français Claude Bernard (1813-1878).

## Faune et protection de l'environnement
Outre des rookeries de manchots Adélie établies un peu partout sur l'île (près de 4 000 couples), les falaises sud-ouest et sud-est sont riches de colonies de damiers du Cap (200 couples) et de presque autant de pétrels de Wilson. On dénombre aussi 150 couples de pétrels des neiges.
Depuis 1995, une « zone spécialement protégée de l'Antarctique » (ZSPA-120) est officiellement reconnue pour six territoires de l'archipel de Pointe-Géologie (îles Alexis-Carrel, Jean-Rostand, Lamarck et Claude-Bernard, nunatak du Bon-Docteur, et rookerie de manchots empereurs sur la glace de mer de la baie des Empereurs). À ce titre, l'accès à l'île Claude-Bernard est réglementé.

### Webographie
- Ressources relatives à la géographie :   - Antarctic Names
  - Composite Gazetteer of Antarctica